# 1658 Innes
Innes (asteróide 1658) é um asteróide da cintura principal, a 2,0962222 UA. Possui uma excentricidade de 0,1812803 e um período orbital de 1 496,38 dias (4,1 anos).
Innes tem uma velocidade orbital média de 18,61408546 km/s e uma inclinação de 9,07941º.
Esse asteróide foi descoberto em 13 de Julho de 1953 por Jacobus Bruwer.